# 타노 아사미
타노 아사미(일본어: 田野 アサミ, 1987년 2월 12일~)는 일본의 여배우·성우이다. 아뮤즈 소속. 효고현 아마가사키시 출신. 2012년에 스마일 프리큐어!의 주연인 히노 아카네 역으로 완벽한 관서 사투리의 여중생을 연기했으며, 프리큐어 시리즈에서 최초로 탤런트가 주역 프리큐어를 담당한 케이스가 되었다. 남편은 배우인 키타무라 료.